# アンネマリー・モザー＝プレル
アンネマリー・モザー＝プレル（Annemarie Moser-Pröll, 1953年3月27日 - ）はオーストリア・ザルツブルク州ザンクト・ヨーハン・イム・ポンガウ郡クラインアルル出身の女子アルペンスキー選手である。1970年代に活躍した。
妹のコーネリア・プレルもアルペンスキーのオーストリア代表として1980年レークプラシッドオリンピックの滑降に出場した。

## 経歴
8人兄弟の6番目として生まれ、幼いころからスキーに親しんだ。12歳のとき地区大会で優勝して才能を見出され、1968年1月17日に14歳でアルペンスキー・ワールドカップの滑降レースにデビュー、79位となった。
1970年1月17日に大回転でワールドカップ初勝利を挙げると、1970年アルペンスキー世界選手権では滑降で銅メダルを獲得した。以降全盛期を迎え、ワールドカップで通算6回の総合優勝を達成するなど1970年代を代表する女子アルペンスキー選手であり、特に滑降、大回転、複合の種目で活躍した。1972年札幌オリンピックでは滑降、大回転でいずれもスイスのマリー＝テレース・ナディヒについで銀メダルを獲得した。1973年にアトミック社の社員ヘルベルト・モザーと結婚。
1975年 - 1976年シーズンの直前、父親の看病を理由に引退を発表した。このため自国開催のインスブルックオリンピックには出場しなかった。
1976年12月、現役に復帰、再びトップスキーヤーとなった。1978年アルペンスキー世界選手権の滑降とアルペン複合で金メダル、大回転で銅メダルを獲得。1980年レークプラシッドオリンピックでは、オーストリア選手団の旗手を務めた。この大会では、滑降に出場し金メダルを獲得。このシーズン、ワールドカップでも5勝を挙げた。このシーズンを最後に現役を引退。
ワールドカップで総合優勝を6回果たしており、1971年から1975年まで5年連続優勝、1979年にも優勝したほか、種目別では滑降で7回（1971年から1975年、1978年、1979年）、大回転で3回（1971年、1972年、1975年）、複合で2回（1975年、1979年）タイトルを獲得している。ワールドカップで挙げた通算62勝（滑降36勝、大回転16勝、回転3勝、複合7勝）は2015年にリンゼイ・ボンに更新されるまで女子の最多記録だった。
1976年の一時引退中に地元クラインアルルで喫茶店 "Café Annemarie" を開業。この店には彼女が獲得したカップやトロフィーが飾られていた。1982年に娘を出産、2003年には孫が生まれている。2008年1月に夫のヘルベルトが死去し、同年9月に店を売却して飲食業からも引退したが、店はその後も地元経営者により "Olympia Café Restaurant Bar" という名前で営業を続けている。
- 1972年
- 優勝した1978年の世界選手権・滑降にて